# Pietro Taglialatela
Pietro Taglialatela (Mondragone, 7 gennaio 1829 – Roma, 23 settembre 1913) è stato un pastore protestante, filosofo e scrittore italiano.

## Biografia
Studiò al Seminario vescovile di Sessa. Ordinato sacerdote, insegnò teologia al Seminario vescovile di Cava dei Tirreni dal 1852 al 1856. 
Dal 1860, lasciato il sacerdozio, tentò di arruolarsi nelle truppe di Garibaldi, per poi decidere di predicare nell'Italia meridionale i nuovi ideali del movimento unitario.
Nel 1861, fu nominato professore di teologia all'Università di Napoli. A seguito della soppressione di tale cattedra aprì, sempre a Napoli, una scuola privata. 
Incominciò da questo periodo a riscoprire lo studio e la saggistica, in particolare riprendendo e sposando le tesi di Vincenzo Gioberti, che lo avevano affascinato in gioventù. Su questo indirizzo filosofico è stato imperniato il manuale Istituzioni di filosofia del 1864 che, seppur non prescelto come testo d'insegnamento liceale, in quanto particolarmente complesso, ricevette le lodi di Bertrando Spaventa.
Non mancò, in seguito, avendo aderito al protestantesimo, di compiere opere missionarie, in particolare in Puglia e in Abruzzo. A tal riguardo è documentato il viaggio di Pescasseroli nel 1886, sul quale scrisse Benedetto Croce, che segnalò anche come Taglialatela fosse considerato, assieme a Bonaventura Mazzarella e Enrico Caporali, fra le «menti più forti del movimento protestante in Italia».

## Scritti
- Istituzioni di filosofia, Tip. all'Insegna del Diogene, Napoli 1864;
- Apologia delle dottrine filosofiche di V. Gioberti, Tip. all'Insegna del Diogene, Napoli 1867;
- La scienza, la vita e Francesco de Sanctis. Discorso, Tip. all'insegna del Diogene, Napoli 1872;
- Giuseppe Garibaldi. Conferenza, La Speranza, Roma s.d.;
- Il Papa-re nelle profezie e nella storia, La Speranza, Roma 1902;
- In Dio. Saggi, discorsi, frammenti di filosofia cristiana, ed. postuma, La Speranza, Roma 1927;
- Fede, speranza e carità. Meditazioni, ed. postuma, La Speranza, Roma 1927;
- Teoria evangelica della vita, ed. postuma, La Speranza, Roma 1929;